# Ajuntaments franquistes

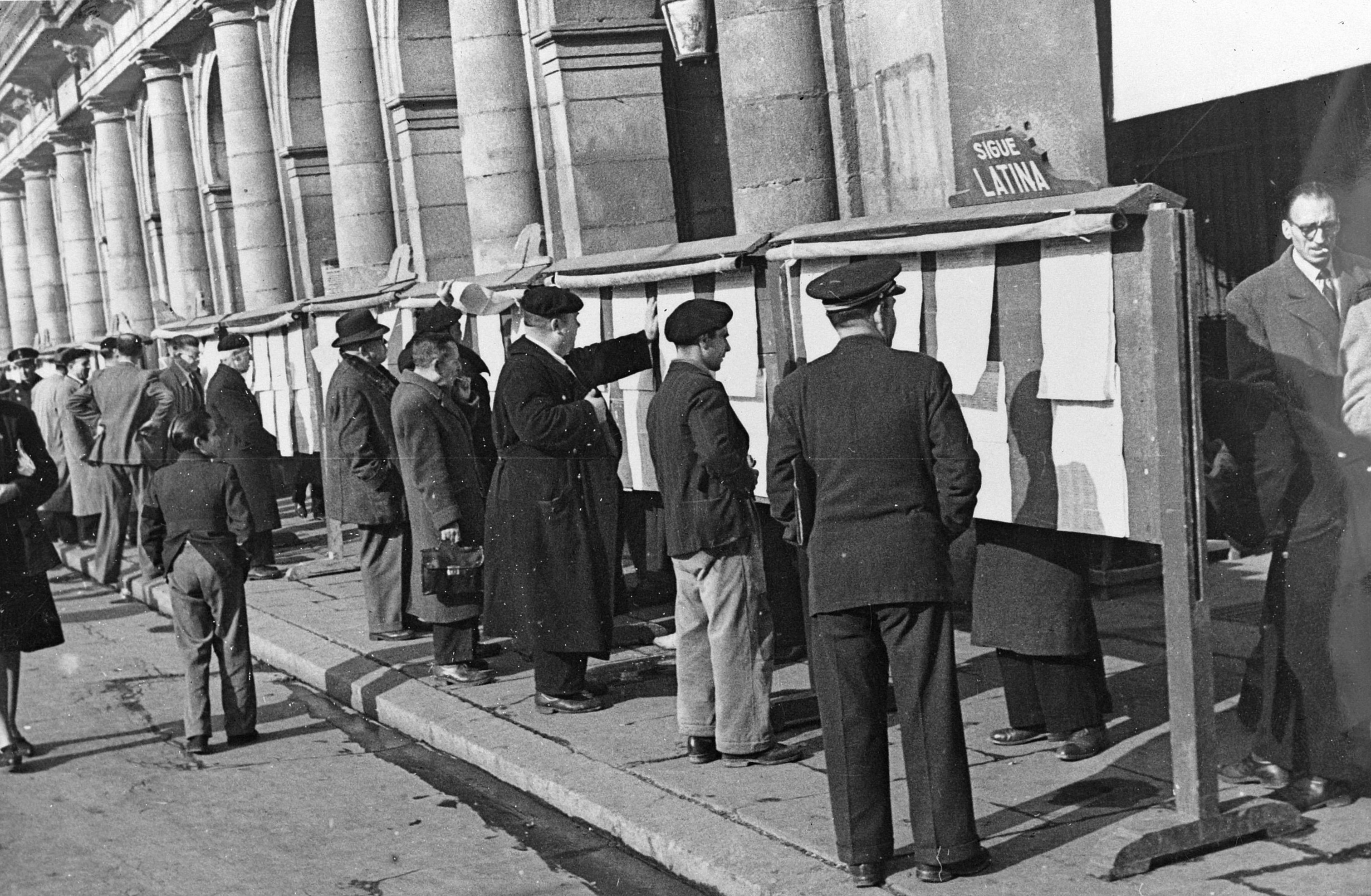
Eleccions municipals a la ciutat de Madrid l'any 1948.

L'expressió "ajuntaments franquistes" respon a l'etapa que va patir la institució municipal a Espanya sota el règim franquista. Després d'acabada la Guerra Civil i amb la instauració de la dictadura franquista, el règim es va anar institucionalitzant a poc a poc.

## Elecció dels regidors municipals
En el camp de l'administració local, la Ley de Bases de Régimen Local de 1945 va disposar que els regidors (concejales) havien de ser designats per terceres parts (tercios) d'aquesta manera:
1. Per elecció entre els veïns que fossin caps de família (pràcticament tots els homes, i també les dones vídues), cosa que va donar lloc al "terç familiar".
2. Per elecció del Sindicat Vertical del municipi, és a dir el "terç sindical".
3. Per elecció entre les entitats econòmiques, culturals i professionals del municipi, amb una llista de candidats que proposava el governador civil a l'ajuntament, cosa que seria el "terç d'entitats".

Finalment, l'alcalde era nomenat directament pel governador civil com a delegat seu al municipi, totalment al marge del sistema electoral descrit.
Aquest sistema electoral garantia, amb força seguretat, que tots els candidats admesos i, per tant, els regidors electes, fossin, amb molta probabilitat, persones afins al règim. Concretament, els homes del terç familiar eren veïns amb una provada lleialtat o, si més no, no havien de tenir cap senyal de "desafecció" al seu currículum; els sindicalistes, se suposava que eren militants falangistes o, si més no, la majoria; i finalment els representants de les entitats, si tenim en compte qui en feia la proposta, havien de ser necessàriament "persones afectes al règim".
Tot i que hi va haver algunes variacions al llarg del temps en el sistema d'elecció, sempre es va mantenir aquesta configuració dels ajuntaments fins que la nova legislació electoral derivada de la Constitució del 1978 va restablir l'elecció dels ajuntaments per sufragi universal entre les candidatures presentades pels partits polítics o agrupacions d'electors. I, a més, els alcaldes ja no serien designats per cap autoritat externa, sinó elegits pels mateixos regidors de l'ajuntament.
Malgrat que el règim de designació de regidors del franquisme a través d'aquests tres terços estava pensat per poder controlar amb ma de ferro els ajuntaments, a partir dels anys seixanta, mitjançant el terç familiar i també del sindical, van arribar a ocupar el càrrec persones no vinculades al règim, i, fins i tot, membres de l'oposició democràtica clandestina, cosa que va contribuir a l'èxit de la Transició democràtica espanyola. Cal tenir en compte que els sindicats clandestins, principalment Comissions Obreres, van optar per infiltrar-se dins de l'organització sindical franquista, el Sindicat vertical, per utilitzar-lo contra el mateix règim.

## Abús del terme "terços"
Per extensió, també s'anomenaven terços sindical i familiar el conjunt dels procuradors de les Corts espanyoles que eren elegits en representació de l'organització sindical i dels caps de família, respectivament, tot i que, en realitat, no constituïen la tercera part de la cambra.